# Belagerung von Havanna
Europäischer Kriegsschauplatz:
Pirna* – Lobositz* – Prag* – Kolin* – Hastenbeck** – Groß-Jägersdorf* – Moys* – Hastenbeck* – Roßbach* – Breslau* – Leuthen* – Rheinberg** – Krefeld** – Domstadtl* – Olmütz* – Mehr** – Zorndorf* – Saint-Cast – Hochkirch* – Bergen** – Kay* – Minden** – Kunersdorf* – Lagos*** – Hoyerswerda* – Bucht von Quiberon*** – Maxen* – Koßdorf* – Landeshut* – Emsdorf** – Warburg** – Liegnitz* – Berlin* – Kloster Kampen** – Torgau* – Döbeln* – Vellinghausen** – Ölper** – Burkersdorf* – Reichenbach* – Freiberg*
(* Dritter Schlesischer Krieg, ** westlicher Kriegsschauplatz – Großbritannien/Kur-Hannover u. a. Alliierte gegen Frankreich, *** Seeschlacht)
Amerikanischer Kriegsschauplatz:
Siebenjähriger Krieg in Nordamerika und der Karibik
Monongahela – Lake George – Carillon – La Belle Famille – Québec – Beauport – Abraham-Ebene – Sainte-Foy – Restigouche – Tacky’s Rebellion – Belagerung von Havanna – Pontiac-Aufstand
Asiatischer Kriegsschauplatz:
Dritter Karnatischer Krieg
Kalkutta – Chandannagar – Plassey – Cuddalore – Negapatam – Condore – Madras – Masulipatam – Pondicherry I – Chinsurah – Wandiwash – Pondicherry II – Manila – Palaris-Aufstand
Die Belagerung von Havanna dauerte vom 13. Juni bis zum 13. August 1762. Sie fand im Rahmen des Siebenjährigen Krieges statt und endete mit der Einnahme der spanischen Stadt durch die Briten.

## Vorgeschichte

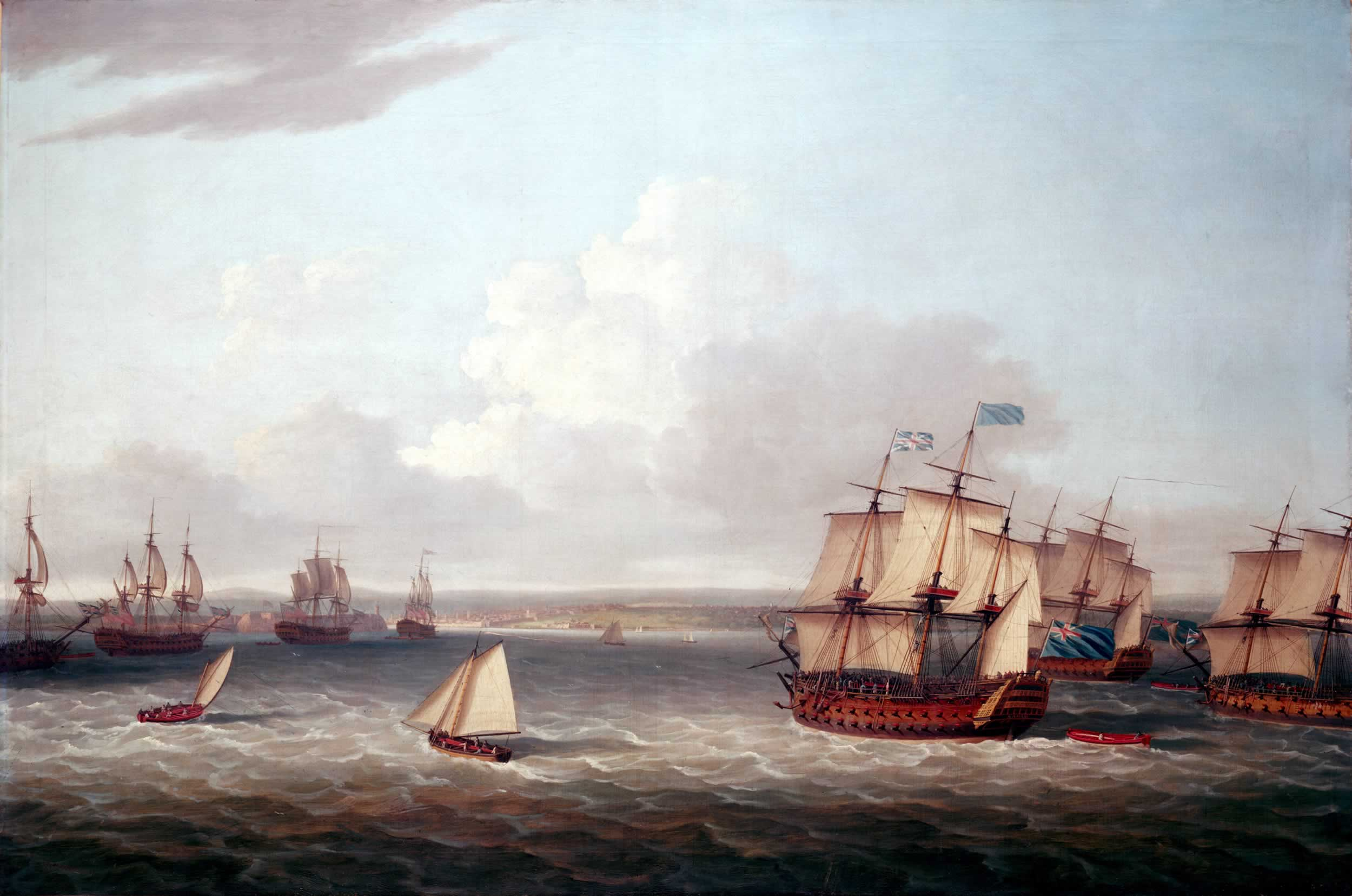
Die britische Flotte vor Havanna

Auf Grund eines Bündnisses zwischen den spanischen und französischen Bourbonen trat Karl III. auf französischer Seite im Jahr 1762 in den Siebenjährigen Krieg ein. Dies geschah zu einem Zeitpunkt, als der Krieg auf den meisten Kriegsschauplätzen faktisch bereits beendet war. Die wichtigsten überseeischen Stützpunkte waren Havanna auf Kuba und Manila, die Hauptstadt der Philippinen. Gegen beide Städte richtete sich die britische Kriegsstrategie. Das Kommando über die gegen Havanna bestimmte Flotte erhielt Admiral of the Blue Sir George Pocock. Dieser verfügte, als er aus Portsmouth auslief, über eine Flotte von 70 Kriegs- und Transportschiffen. Zu diesen stießen auf dem Weg weitere Schiffe hinzu. Als die Flotte am 6. Juni vor Havanna eintraf, zählte sie über 200 Schiffe, darunter fünfzig Kriegsschiffe. Die Transportflotte transportierte eine Armee aus etwa 14.000 Soldaten.
Havanna war stark befestigt und galt als uneinnehmbar. Geschützt wurde die Stadt durch die Zitadelle Castillo de la Real Fuerza und das Fort La Punta. Hinzu kam die Festung Castillo de los Tres Reyes del Morro (meist El Morro genannt) jenseits der Hafeneinfahrt, die die gesamte Umgebung kontrollieren konnte. Die spanischen Verteidiger verfügten über etwa 4000 reguläre Soldaten und Seeleute. Hinzu kamen 3000 Mann Miliztruppen. Spanischer Kommandeur war Juan de Prado.

### Britische Kriegsschiffe
- Namur (90) – Flaggschiff
- Valiant (74)
- Cambridge (80)
- Culloden (74)
- Temeraire (74)
- Dragon (74)
- Centaur (74)
- Dublin (74)
- Marlborough (70)
- Temple (68)
- Orford (70)
- Devonshire (64)
- Belleisle (64)
- Edgar (64)
- Hampton Court (64)
- Stirling Castle (64)
- Pembroke (60)
- Ripon (60)
- Nottingham (60)
- Defiance (60)
- Intrepid (60)
- Centurion (50)
- Deptford (50)
- Sutherland (50)
- Hampshire (50)
- Penzance (40)
- Dover (40)
- Enterprise (40)
- Richmond (32)
- Alarm (32)
- Echo (28)
- Lizard (28)
- Trent (28)
- Cerberus (28)
- Boreas (28)
- Mercury (24)
- Rose (20)
- Port Mahon (20)
- Fowey (20)
- Glasgow (20)
- Bonetta
- Cygnet
- Merlin
- Porcupine
- Barbardos
- Viper
- Port Royal
- Ferret
- Lurcher
- Thunder – Bombarde
- Grenado – Bombarde
- Basisilsk – Bombarde

### Spanische Kriegsschiffe
- Neptuno (70)
- Tigre (70) – Flaggschiff
- Reina (70)
- Infante (70)
- Soberano (70)
- Aquilón (70)
- Europa (60)
- Asia (60)
- América (60)
- Conquistador (60)

## Verlauf

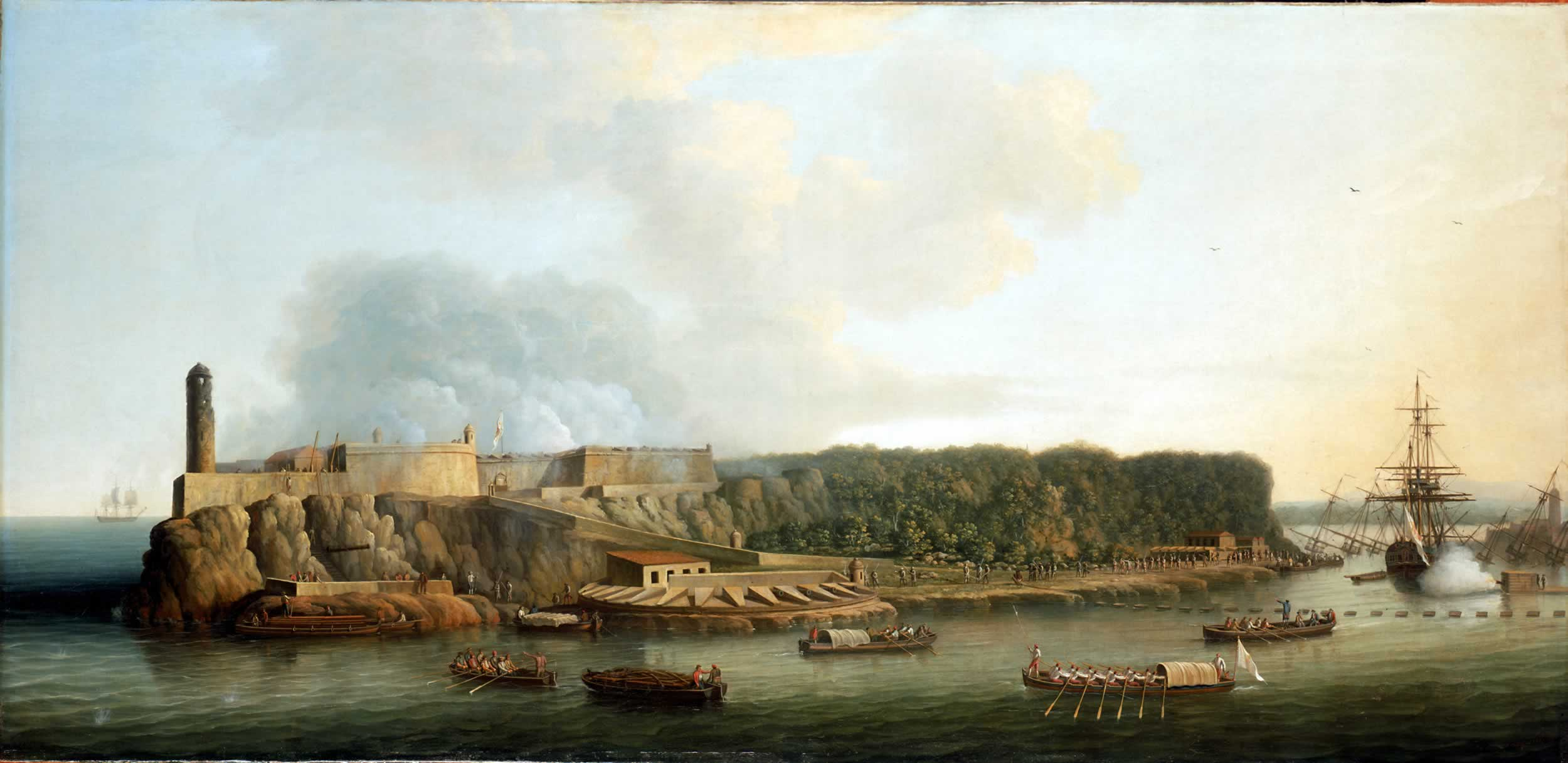
Die Festung El Morro vor dem britischen Angriff

Die eigentliche Schlüsselstellung war die Festung El Morro, die nur von Land aus angegriffen werden konnte. Die Briten landeten am 7. Juni im Osten und Westen von Havanna. Dem britischen Armeekommandeur George Keppel, 3. Earl of Albemarle gelang es am 10. Juni mit der Einnahme des Hügels La Cabaña, eine wichtige strategische Position zu erlangen. Die Festung El Morro wurde in der Folge über einen Monat lang von britischen Geschützen beschossen. Auch angesichts der bevorstehenden Hurrikansaison und den eigenen hohen Verlusten vor allem durch Tropenkrankheiten erschien es unmöglich, die Festung lange zu belagern und auszuhungern. Keppel entschloss sich also zu einem direkten Angriff. Zu diesem Zweck waren die Mauern unterminiert und mit Sprengminen versehen worden. Vor dem Angriff machte Keppel dem spanischen Kommandanten Luis Vicente de Velasco ein letztes Kapitulationsangebot, das dieser nicht annahm. Am 30. Juli wurden die Minen gezündet. Danach griffen die britischen Truppen an. Beim ersten Sturmangriff fielen Velasco und sein Stellvertreter. Daraufhin gaben die Verteidiger auf.
Die Briten beschossen nun sowohl von der Festung wie auch vom Hügel La Cabaña die Stadt selbst. Die Übergabe der Stadt fand erst am 13. August statt. Die spanischen Einheiten durften mit Fahnen, Waffen und ihrem Besitz die Stadt ehrenvoll verlassen. Man brachte sogar einige Offiziere mit einem Schiff nach Spanien zurück. Den Einwohnern der Stadt bot man an, sofern sie bleiben wollten, dass sie nach vier Jahren britische Staatsbürger werden konnten. Dabei sicherte man ihnen die uneingeschränkte Ausübung der katholischen Religion zu.

## Folgen
Unter britischer Kontrolle erlebte Havanna einen starken wirtschaftlichen Aufschwung, der durch die Aufhebung aller Handelsbeschränkungen mit den nordamerikanischen Kolonien und Großbritannien ausgelöst wurde. Ein Großteil Kubas blieb unter spanischer Kontrolle.
Den Briten fielen neben elf spanischen Kriegsschiffen große Mengen von Handelsgütern und mehrere Millionen Pesos in Silber in die Hände. Der Sieg kam den Briten indes teuer zu stehen. Von den ursprünglich angelandeten Soldaten waren nur noch 3000 einsatzfähig. Die Zahl der Gefallenen war mit etwa 400 vergleichsweise gering. Ähnlich hoch war auch die Zahl der Gefangenen. Aber etwa 10.000 erkrankten an Malaria, Gelbfieber und anderen Tropenkrankheiten. Daran starben später etwa 5000 Soldaten.
Keppel wurde Gouverneur der besetzten Gebiete auf Kuba. Die Nachricht vom Sieg in Havanna erreichte London am 27. September und löste in Großbritannien eine große Begeisterung aus. Umgekehrt war die Niederlage für Spanien ein großer Schock, war es doch gelungen, die strategisch wichtigste Stadt in Westindien zu erobern. Die Stadt blieb elf Monate lang unter britischer Kontrolle, ehe sie im Frieden von Paris von 1763 wieder an Spanien zurückfiel.
Da sich der Hügel La Cabaña als Schwachstelle in der Verteidigung von Stadt und Hafen erwiesen hatte, ordnete der spanische König Carlos III. nach der Wiedererlangung den Bau der gewaltigen Festungsanlage Fortaleza de San Carlos de la Cabaña an.